# Formula prodotto di Eulero
La formula prodotto di Eulero o più semplicemente il prodotto di Eulero è una formula dimostrata da Leonhard Euler nel 1737.
{\displaystyle \zeta (s)=\sum _{n=1}^{\infty }{\frac {1}{n^{s}}}=\prod _{p{\text{ primo}}}{\frac {1}{1-p^{-s}}}}
dove {\displaystyle \zeta (s)} è la funzione zeta di Riemann e il prodotto del secondo membro dell'uguaglianza percorre tutti i numeri primi.
Questa formula è interessante in quanto mette in relazione una serie in cui compaiono tutti i numeri naturali e un prodotto in cui compaiono tutti i numeri primi. È all'origine del collegamento tra funzione zeta di Riemann e numeri primi che si presenta nell'ipotesi di Riemann.

## Dimostrazioni

### Prima Dimostrazione
Partiamo dalla funzione zeta:
{\displaystyle \zeta (s)=\sum _{n=1}^{\infty }{\frac {1}{n^{s}}}=1+{\frac {1}{2^{s}}}+{\frac {1}{3^{s}}}+{\frac {1}{4^{s}}}+\cdots }
se moltiplichiamo entrambi i termini per {\displaystyle {\frac {1}{2^{s}}}} abbiamo che:
{\displaystyle {\frac {1}{2^{s}}}\zeta (s)={\frac {1}{2^{s}}}+{\frac {1}{4^{s}}}+{\frac {1}{6^{s}}}+{\frac {1}{8^{s}}}+\cdots }
Sottraendo la seconda espressione dalla prima:
{\displaystyle \left(1-{\frac {1}{2^{s}}}\right)\zeta (s)=1+{\frac {1}{3^{s}}}+{\frac {1}{5^{s}}}+{\frac {1}{7^{s}}}+\cdots }
In questa serie non compaiono denominatori pari.

Moltiplicando per il primo termine (dopo l'uno) rimasto si ottiene: 
{\displaystyle {\frac {1}{3^{s}}}\left(1-{\frac {1}{2^{s}}}\right)\zeta (s)={\frac {1}{3^{s}}}+{\frac {1}{9^{s}}}+{\frac {1}{15^{s}}}+{\frac {1}{21^{s}}}+\cdots }
Sottraendo l'ultima alla penultima espressione, abbiamo che:
{\displaystyle \left(1-{\frac {1}{3^{s}}}\right)\left(1-{\frac {1}{2^{s}}}\right)\zeta (s)=1+{\frac {1}{5^{s}}}+{\frac {1}{7^{s}}}+{\frac {1}{11^{s}}}+\cdots }
In questo procedimento abbiamo eliminato, prima tutti i multipli di due poi tutti i multipli del primo numero rimasto cioè tre, se poi lo facciamo di nuovo con cinque vedremo eliminati tutti i multipli di cinque: 
{\displaystyle \left(1-{\frac {1}{5^{s}}}\right)\left(1-{\frac {1}{3^{s}}}\right)\left(1-{\frac {1}{2^{s}}}\right)\zeta (s)=1+{\frac {1}{7^{s}}}+{\frac {1}{11^{s}}}+{\frac {1}{13^{s}}}+\cdots }
Stiamo progressivamente eliminando tutti i multipli di ogni numero rimasto dopo l'uno (e che quindi è un numero primo visto che non è multiplo di nessun altro numero più piccolo). I numeri del prodotto prima dell'uguale quindi saranno tutti primi.
Quindi ripetendo infinite volte il procedimento:
{\displaystyle \cdots \left(1-{\frac {1}{11^{s}}}\right)\left(1-{\frac {1}{7^{s}}}\right)\left(1-{\frac {1}{5^{s}}}\right)\left(1-{\frac {1}{3^{s}}}\right)\left(1-{\frac {1}{2^{s}}}\right)\zeta (s)=1}
E in conclusione:
{\displaystyle \zeta (s)={\frac {1}{\left(1-{\frac {1}{2^{s}}}\right)}}{\frac {1}{\left(1-{\frac {1}{3^{s}}}\right)}}{\frac {1}{\left(1-{\frac {1}{5^{s}}}\right)}}{\frac {1}{\left(1-{\frac {1}{7^{s}}}\right)}}\cdots =\prod _{p}{\frac {1}{1-p^{-s}}}}
Q.E.D

### Seconda Dimostrazione
si può considerare il termine 
{\displaystyle {\frac {1}{1-p^{-s}}}}
come il numero a cui converge la serie geometrica
{\displaystyle \sum _{n=0}^{\infty }{\frac {1}{(p^{s})^{n}}}=1+{\frac {1}{p^{s}}}+{\frac {1}{p^{2s}}}+{\frac {1}{p^{3s}}}+{\frac {1}{p^{4s}}}+\cdots ={\frac {1}{1-p^{-s}}}}
Quindi il prodotto di Eulero diviene:
{\displaystyle \prod _{p}{\frac {1}{1-p^{-s}}}=\left(1+{\frac {1}{2^{s}}}+{\frac {1}{2^{2s}}}+{\frac {1}{2^{3s}}}+\cdots \right)\left(1+{\frac {1}{3^{s}}}+{\frac {1}{3^{2s}}}+{\frac {1}{3^{3s}}}+\cdots \right)\left(1+{\frac {1}{5^{s}}}+{\frac {1}{5^{2s}}}+{\frac {1}{5^{3s}}}+\cdots \right)\cdots }
E svolgendolo
{\displaystyle \prod _{p}{\frac {1}{1-p^{-s}}}=\left(1+{\frac {1}{(1\cdot 2)^{s}}}+{\frac {1}{(1\cdot 3)^{s}}}+{\frac {1}{(1\cdot 5)^{s}}}+\cdots \right)+\left({\frac {1}{(1\cdot {2^{2}})^{s}}}+{\frac {1}{(1\cdot {3^{2}})^{s}}}+{\frac {1}{(1\cdot {5^{2}})^{s}}}+\cdots \right)+\cdots }
{\displaystyle +\left({\frac {1}{(2\cdot 3)^{s}}}+{\frac {1}{(2\cdot 5)^{s}}}+{\frac {1}{(2\cdot 7)^{s}}}+\cdots \right)+\left({\frac {1}{({2^{2}}\cdot {3^{2}})^{s}}}+{\frac {1}{({2^{2}}\cdot {5^{2}})^{s}}}+{\frac {1}{({2^{2}}\cdot {7^{2}})^{s}}}+\cdots \right)+\cdots }
{\displaystyle +\left({\frac {1}{(3\cdot 5)^{s}}}+{\frac {1}{(3\cdot 7)^{s}}}+{\frac {1}{(3\cdot 11)^{s}}}+\cdots \right)+\left(+{\frac {1}{({3^{2}}\cdot {5^{2}})^{s}}}+{\frac {1}{({3^{2}}\cdot {7^{2}})^{s}}}+{\frac {1}{({3^{2}}\cdot {11^{2}})^{s}}}+\cdots \right)+\cdots }
È chiaro che nel termine a destra dell'uguale appariranno prima o poi tutte le possibili combinazioni di numeri primi possibili (e a qualsiasi potenza). Per il teorema fondamentale dell'aritmetica abbiamo che queste combinazioni forniscono tutti i numeri naturali. Possiamo dunque riordinare i termini così:
{\displaystyle \prod _{p}{\frac {1}{1-p^{-s}}}=1+{\frac {1}{2^{s}}}+{\frac {1}{3^{s}}}+{\frac {1}{4^{s}}}+\cdots }
Quindi:
{\displaystyle \prod _{p}{\frac {1}{1-p^{-s}}}=\sum _{n=1}^{\infty }{\frac {1}{n^{s}}}}
Q.E.D

## Infiniti numeri primi
Tramite questa formula Eulero diede una dimostrazione dell'infinità dei numeri primi. Infatti se si inserisce nella formula il numero 1 si ha:
{\displaystyle \sum _{n=1}^{\infty }{\frac {1}{n}}=\prod _{p}{\frac {1}{1-p^{-1}}}}
E siccome la somma nel primo membro è la serie armonica, che diverge, anche il prodotto deve farlo. Ma ciò è possibile solo se i suoi membri sono infiniti e quindi se esistono infiniti numeri primi.

## Generalizzazione
Attraverso le dimostrazioni si può generalizzare questa formula per ogni funzione moltiplicativa a(x):
{\displaystyle \sum _{n}{\frac {a(n)}{n^{s}}}\ =\prod _{p}P(p,s)\ }
Dove P(p,s) è la serie:
{\displaystyle 1+a(p)p^{-s}+a(p^{2})p^{-2s}+\cdots .}

### Esempi
Moltissime funzioni possono essere espresse con il prodotto di Eulero. Queste funzioni danno origine a prodotti molto simili a quello sopra illustrato per la funzione zeta di Riemann. Capita dunque di trovare collegamenti tra queste serie di funzioni e la funzione zeta. Ad esempio:
Il prodotto di Eulero per la funzione di Moebius {\displaystyle \mu (n)} :
{\displaystyle \sum _{n=1}^{\infty }\mu (n)n^{-s}=\prod _{p}(1-p^{-s})={\frac {1}{\zeta (s)}}}.
E quello per il suo valore assoluto:
{\displaystyle \sum _{n=1}^{\infty }|\mu (n)|n^{-s}=\prod _{p}(1+p^{-s})={\frac {\zeta (s)}{\zeta (2s)}}}.
Il prodotto per la funzione di Liouville:
{\displaystyle \sum _{n=1}^{\infty }\lambda (n)n^{-s}=\prod _{p}(1+p^{-s})^{-1}={\frac {\zeta (2s)}{\zeta (s)}}}.
E altri che utilizzano la funzione zeta come:
{\displaystyle \sum _{n=1}^{\infty }2^{\omega (n)}n^{-s}=\prod _{p}{\Big (}{\frac {1+p^{-s}}{1-p^{-s}}}{\Big )}={\frac {\zeta (s)^{2}}{\zeta (2s)}}}
Dove {\displaystyle \omega (n)} è il numero di fattori primi distinti di n
E anche
{\displaystyle \sum _{n=1}^{\infty }{\frac {\sigma (n)}{n^{s}}}=\zeta (s)\zeta (s-1)}
dove {\displaystyle \sigma (n)} è la somma di tutti i divisori di {\displaystyle n} ({\displaystyle 1} e {\displaystyle n} compresi).